# Светлая память (Родина)
«Светлая память» (англ. «In Memoriam»; изначальное название «The Motherfucker with the Turban») — одиннадцатый эпизод второго сезона американского драматического телесериала «Родина», и 23-й во всём сериале. Премьера состоялась на канале Showtime 9 октября 2012 года.

## Сюжет
Эпизод начинается с того, что Кэрри (Клэр Дэйнс) исследует мельницу в поисках Абу Назира (Навид Негабан). Она видит кого-то в здании, но теряет его след. Продолжая поиск, она через выход и обнаруживает, что уже прибыло большое количество подкрепления от ЦРУ и ФБР. Кэрри говорит Куинну (Руперт Френд), что она заметила Абу Назира в здании. Штурмовые отряды отправляются внутрь, но никого не находят. Куинн говорит Кэрри, что вице-президент Уолден мёртв, видимо из-за неисправности кардиостимулятора. Кэрри звонит Броуди (Дэмиэн Льюис), который находится в убежище с Джессикой (Морена Баккарин). Джессика выслушивает из разговора достаточно, чтобы узнать, с кем он разговаривает; Броуди находит её плачущей, когда он заканчивает разговаривать с Кэрри.
Сол (Мэнди Патинкин) доставлен в комнату для допросов. Сол сердито называет допрос "фарсом", и говорит дознавателю (Чанс Келли), что настоящая причина, по которой он здесь, это потому что он раскрыл план покушения на конгрессмена США. Среди прочего, Сола допрашивают об обстоятельствах, окружавших смерть Айлин Морган, и снабдил ли он её оружием для самоубийства (его очки).
Кэрри говорит Куинну, что Абу Назир как-то сбежал от такого количества персонала вокруг здания, то ему как-то помог кто-то, кто работает на них. Она спрашивает, кто организовал поиски: Куинн отвечает, что он сам, вместе с Галвесом (Храч Титизян). Они затем узнают, что Галвес недавно покинул район. Кэрри приходит к выводу, что Галвес должно быть перевёз Абу Назира оттуда. Они выслеживают Галвеса и обыскивают его машину, но он оказывается невиновным. Галвес объясняет, что он торопился в больницу, потому что у него швы разошлись.
Эстес (Дэвид Хэрвуд) предоставляет Солу результаты проверки на полиграфе. Сол говорит, что он наверно был прав насчёт плана Эстеса убить Броуди. Сол напоминает Эстесу, что они заключили сделку с Броуди, но Эстес отвечает, что они заключают сделки с террористами. Эстес говорит, что он хочет, чтобы Сол вышел из агентства, либо на его собственных условиях, либо по использованию Эстесом результатов полиграфа, чтобы разрушить его карьеру.
Кэрри пытается допросить Ройю Хаммад (Зулейка Робинсон). Она приближается к Ройе как кому-то, которым манипулировал Абу Назир, чтобы делать что-то, что она обычно не сделала бы, но это лишь приводит к тому, что Ройя разражается в гневе, говоря Кэрри, что "Абу Назир не боится тебя", и разглагольствуя на арабском языке. После этого, Кэрри отправляется домой, чтобы отдохнуть, но по пути она вспоминает, как Ройя буквально сказала на арабском, что Абу Назир не убежит, заставляя её заинтересоваться, отсиживался ли он в мельнице всё это время. Она возвращается к мельнице и натыкается на одну оставшуюся команду спецназа там; она отправляет команду обратно внутрь. Кэрри замечает проход в скрытую комнату, где найден спальный мешок. Кэрри идёт за остальной командой спецназа, но слышит звук и возвращается, найдя мёртвое тело члена команды спецназа, который сопровождал её. Кэрри кричит остальным членам команды, что Назир находится в здании. Назир находит Кэрри, но отступает, когда команда спецназа приближается. Они загоняют Назира и им приходится убить его, когда он тянется за пистолетом. После этого, Кэрри хвалит Эстес за то, что она была движущей силой захвата Назира. Эстес затем наедине говорит Куинну, что он должен продолжить с убийством Броуди, и что это должно быть сделано как можно скорее.
В убежище, Броуди и его семья получают новости о том, что Абу Назир был убит, и что они могут идти домой. Броуди переполнен эмоциями и кратко плачет, в то время как его семья смотрит в замешательстве. Когда они прибывают домой, Броуди остаётся в машине. Когда Джессика возвращается за ним, Броуди говорит ей, что он не может войти. Они смирились с тем, что их брак окончен и обсуждают, как всё пошло не так. Броуди начинает рассказывать Джессике о том, что он планировал в день, когда была убита Элизабет Гейнс, но Джессика останавливает его, сказав, что ей больше не нужно знать правду.
Броуди идёт к дому Кэрри. Они обнимаются у двери, в то время как Куинн наблюдает издалека.

### Умер
- Абу Назир: застрелен командой SWAT ФБР

## Производство
Сценарий к эпизоду написал Чип Йоханнссен, а режиссёром стал Джереми Подесва.

## Реакция

### Рейтинги
Во время оригинального показа, эпизод посмотрели 2.36 миллионов зрителей, поднявшись в аудитории и став самым просматриваемым эпизодом сериала на данный момент.